# Симонески-Кортези, Кьяра
Кьяра Симонески-Кортези (итал. Chiara Simoneschi-Cortesi; родилась 21 апреля 1946 года, Цюрих, Швейцария) — швейцарский политик, президент Национального совета с 1 декабря 2008 по 23 ноября 2009 года.

## Биография
Кьяра Симонески-Кортези родилась в Цюрихе. Её отец был итальянцем, мать — немкой. Она изучала социологию и политические науки в Бернском университете, но прервала обучение, когда вышла замуж за итальянца и забеременела. В 1968 году она переехала с ним в Тичино.
Симонески является членом Христианско-демократической народной партии. С 1984 по 1998 год она была членом городского совета Комано, а в 1996—1997 гг. председательствовала в нём. С 1987 по 1999 год избиралась членом Большого совета в кантоне Тичино (возглавляла в 1998—1999). В 1999 году была избрана в Национальный совет. В течение десяти лет Симонески возглавляла Федеральную комиссию по вопросам женщин.
В Национальном совете в 2007—2008 годах она занимала должность первого вице-президента. В 2008—2009 была президентом Национального совета. Она была первым представителем итальянской части Швейцарии на посту президента Национального совета с 1979 года.